# Mischkurzwort
Ein Mischkurzwort ist die Abkürzung von Wörtern, die aus einer Mischform von Initialwort (als engerer Definition von Akronym) und Silbenkurzwort besteht.

## Beispiele
- Unimog – Universalmotorgerät (Originalschreibung)
- Degussa – Deutsche Gold- und Silberscheideanstalt
- AWO – Arbeiterwohlfahrt
- Azubi – Auszubildender
- BAföG – Bundesausbildungsförderungsgesetz
- amades – Arbeitspapiere und Materialien zur deutschen Sprache (Titel einer Publikationsreihe)

## Einordnung und Abgrenzung
Die Mischkurzwörter werden zu den multisegmentalen Kurzwörtern gezählt. Sie unterscheiden sich insofern von den unisegmentalen Kurzwörtern, die nur aus dem Anfangs- oder aber dem Endsegment einer Vollform bestehen (wie beispielsweise: „Akku“ für Akkumulator oder „Bus“ aus Autobus bzw. Omnibus).
Innerhalb der multisegmentalen Kurzwörter existieren – neben den Mischkurzwörtern
- Initialwörter, auch Buchstabenwörter, wie beispielsweise TÜV (Technischer Überwachungs-Verein), ADAC (Allgemeiner Deutscher Automobil-Club)
- Silbenkurzwörter wie beispielsweise „Stasi“ – Staatssicherheit oder „Schupo“ (Schutzpolizist)